# Nina Derwael
Nina Derwael (Sint-Truiden, 26 maart 2000) is een Belgisch voormalig turnster en olympisch kampioene. Ze veroverde goud tijdens de wereldkampioenschappen turnen 2018 en 2019 en de Olympische Zomerspelen 2020 op de brug met ongelijke leggers. Ze is de eerste Belgische gymnaste die goud won op de wereldkampioenschappen, alsook op de Olympische Zomerspelen.

## Loopbaan
Derwael startte met turnen op 2,5-jarige leeftijd. Twaalf jaar later nam ze voor het eerst deel aan de Belgische kampioenschappen voor junioren waar ze 5e werd in de individuele meerkamp. Op het Europees kampioenschap van dat jaar behaalde ze met het Belgische team de 6e plaats.
In 2015 won ze goud op de Belgische kampioenschappen voor junioren.
In 2016 nam ze deel aan de Olympische Zomerspelen 2016. Ze mocht als enige van het Belgische team naar de finale van de meerkamp, waar ze de 19e plaats haalde, wat het beste Belgische resultaat ooit is voor deze discipline op de Olympische Spelen.
Op het EK 2017 wist ze zich te kwalificeren voor de finales van de all-around en die van de brug met ongelijke leggers. In de kwalificatieronde van de all-around eindigde ze 13e met 52,465 punten. In de finale op de brug met ongelijke leggers pakte ze de Europese gouden medaille met 14,643 punten. Het was de eerste Belgische gouden medaille ooit op een EK turnen.
Op het WK 2017 in Qatar scoorde Derwael 15,033 punten en won daarmee brons in de finale van de brug met de ongelijke leggers. Ze is hiermee de eerste Belgische vrouw die een medaille haalt op een wereldkampioenschap. Op het WK wist ze zich ook te plaatsen voor de all-aroundfinale en werd ze 8ste met een score van 53.498.
Op het EK 2018 wist ze haar Europese titel op de brug met ongelijke leggers succesvol te verdedigen. Daarnaast won ze ook zilver op de balk.
Tijdens het wereldkampioenschap turnen in 2018 haalde ze met een score van 15,200 goud op de brug met ongelijke leggers. Ze werd hiermee de eerste Belgische ooit die goud veroverde op een WK turnen. In 2019 verlengde ze haar titel.
Op de Olympische Zomerspelen 2021 haalde Derwael een score van 15,200 op de brug met de ongelijke leggers en won daarmee goud. In 2024 wist ze na een schouderoperatie zich ternauwernood te kwalificeren voor de Olympische Spelen van Parijs. Ze bereikte er de finale, waarin ze op een vierde plaats eindigde.
Op het Europees kampioenschap van Leipzig in mei 2025 won Derwael twee gouden medailles op de balk en brug. Het bleken haar laatste medailles op een groot kampioenschap te zijn, want enkele weken later op 15 juli kondigde ze aan haar turncarrière te beëindigen. Ze nam een optie om in de turnwereld te blijven door een trainerscursus te volgen.

## Palmares

### Kampioenschappen
| Jaar                   | Wedstrijd              | All-around | All-around | Onderdeel | Onderdeel | Onderdeel | Onderdeel |
|                        |                        | Indiv.     | Team       | Sprong    | Balk      | Brug      | Vloer     |
| ---------------------- | ---------------------- | ---------- | ---------- | --------- | --------- | --------- | --------- |
| 2025                   | Europees kampioenschap |            | 10         |           | Goud      | Goud      |           |
| 2022                   | Wereldkampioenschap    |            | 11         |           |           | Brons     |           |
| 2021                   | Olympische Spelen      | 6          | 8          |           |           | Goud      |           |
| 2019                   | Wereldkampioenschap    | 5          | 12         |           |           | Goud      | forfait   |
| 2019                   | Europese Spelen        |            |            |           | Goud      | 4         |           |
| 2018                   | Wereldkampioenschap    | 4          | 11         |           | 4         | Goud      |           |
| 2018                   | Europees kampioenschap |            | forfait    |           | Zilver    | Goud      |           |
| 2017                   | Wereldkampioenschap    | 8          |            |           |           | Brons     |           |
| 2017                   | Europees kampioenschap | 7          |            |           |           | Goud      |           |
| 2016                   |                        |            |            |           |           |           |           |
| Olympische Spelen      | 19                     | 12         |            |           |           |           |           |
| Europees kampioenschap |                        | 9          |            |           |           |           |           |

### Wereldbeker
| Jaar   | Wedstrijd | Onderdeel | Onderdeel |
|        |           | Balk      | Brug      |
| ------ | --------- | --------- | --------- |
| 2024   |           |           |           |
| Caïro  | Goud      |           |           |
| 2021   |           |           |           |
| Osijek | Goud      | Goud      |           |
| 2019   |           |           |           |
| Doha   | Zilver    | Goud      |           |
| 2018   | Doha      | Brons     | Goud      |
| 2018   | Cottbus   |           | Goud      |
| 2017   |           |           |           |
| Parijs | 6e        | Goud      |           |

## Derwael-Fenton
In 2017 kreeg Derwael een routine op haar naam, de Derwael-Fenton. Om deze uit te voeren start de turnster in handstand op de hoogste legger, zwaait dan onderdoor met de benen, om er vervolgens achterwaarts over te zweven. Hier wordt de hoogste legger gegrepen met gekruiste armen om zo het lichaam te draaien en achterwaarts door te draaien. Ze voerde deze routine voor het eerst uit op het EK in Cluj, maar omdat de FIG enkel routines erkent die uitgevoerd worden op wereldkampioenschappen of op de Olympische Spelen was het wachten op het wereldkampioenschap in Montreal. Ook de Britse Georgia-Mae Fenton voerde deze routine op datzelfde WK foutloos uit. Hierdoor werd besloten om de routine de Derwael-Fenton te noemen.

## Prijzen
- Nationale Trofee voor Sportverdienste (2018)[17]
- Vlaamse Reus (2017 en 2018)[18][19]
- Vlaams Sportjuweel (2018)[20]
- Sportvrouw van het jaar (2018, 2019 en 2021)[21][22]
- Ereteken van de Vlaamse Gemeenschap[23]

## Privé
Derwael is de dochter van ex-voetballer Nico Derwael. Ze had van 2019 tot 2022 een relatie met profvoetballer Siemen Voet. Op 12 juli 2025 trouwde de turnster met haar verloofde Thibau Dierickx.

## Televisie
- In 2022 won Derwael het derde seizoen van het dansprogramma Dancing with the Stars op Play4.
- In 2023 was Derwael gastspeurder in de vijfde aflevering van The Masked Singer op VTM.
- In januari 2024 had Derwael een gastrolletje in de Vlaamse televisieserie Familie. Ze speelde een vriendin van het personage Yoko Daniëls, gespeeld door Cyra Gwynth.